# Curtatone (destroyer)
Pour les articles homonymes, voir Curtatone.
Le Curtatone (fanion « CT ») était un destroyer (puis, plus tard, un torpilleur) italien, navire de tête de la classe Curtatone, lancé en 1922 pour la Marine royale italienne (en italien : Regia Marina).

## Conception et description
Les navires lancés entre 1922-23 qui suivirent la classe Palestro étaient supérieurs en tonnage et dimensions, mais semblables d’apparence et d’armement. Ils n’avaient plus notamment ce gouvernail remontant sur le cul, caractérisant les destroyers Italiens de l’époque.
Ces navires avaient une longueur totale de 84,94 mètres, une largeur de 8,02 mètres et un tirant d'eau de 2,46 mètres. Ils déplaçaient 890 tonnes à charge normale, et 900 tonnes à pleine charge. Leur effectif était de 6 officiers et 102 sous-officiers et marins
Les Curtatone étaient propulsés par deux turbines à vapeur Zoelly, chacune entraînant un arbre d'hélice et utilisant la vapeur fournie par quatre chaudières Thornycroft. La puissance nominale des turbines était de 22 000 chevaux-vapeur (16 400 kW) pour une vitesse de 32 nœuds (59 km/h) en service. Ils avaient une autonomie de 1 800 milles nautiques (3 300 km) à une vitesse de 15 noeuds (28 km/h).
Leur batterie principale était composée de 2 canons jumelés Schneider-Armstrong Mod. 1919 de 102/45 mm. La défense antiaérienne (AA) des navires de la classe Curtatone était assurée par 2 canons simples Armstrong Mod. 1914 de 76/30 mm. Ils étaient équipés de 6 tubes lance-torpilles de 450 millimètres (21 pouces) dans deux supports triples au milieu du navire. Les Curtatone étaient également équipés d'un équipement pour le transport et la pose de 16 mines.

## Construction et mise en service
Le Curtatone est construit par le chantier naval Cantiere navale fratelli Orlando à Livourne en Italie, et mis sur cale le 3 janvier 1920. Il est lancé le 17 mars 1922 et est achevé et mis en service le 21 juin 1923. Il est commissionné le même jour dans la Regia Marina.

## Histoire de service

### Les années 20 et 30
Construit entre janvier 1920 et juin 1923 pour un coût de 8 100 000 lires, le Curtatone est le leader d'une classe de quatre unités. Une fois en service, l'unité est affectée au IIIe escadron de destroyers, sous l'autorité du Département militaire maritime de La Spezia, et subit une période initiale d'entraînement.
En 1926, le Curtatone, alors qu'il est en mer, subit une grave défaillance d'une turbine qui le met hors service, l'obligeant à passer deux ans au chômage technique.

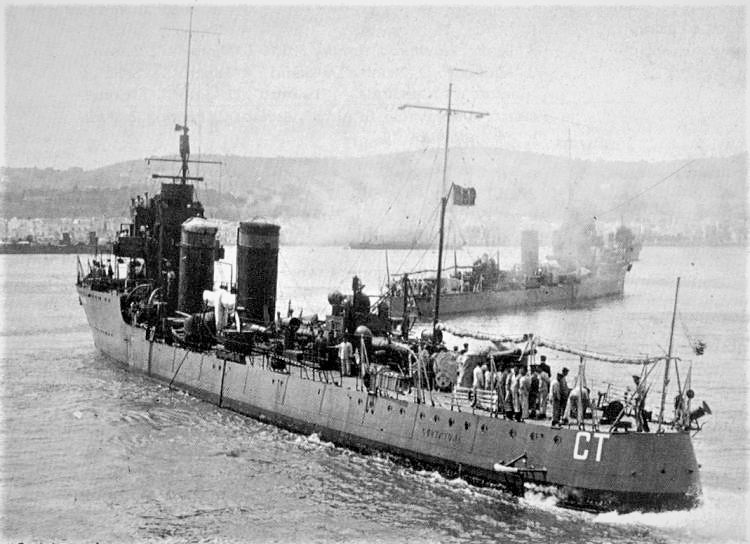
Le destroyer probablement photographié vers 1929, avec sa livrée gris foncé et une bande jaune autour du haut des cheminées.

En 1929, le destroyer, ainsi que les navires-jumeaux (sister ships) Castelfidardo, Calatafimi et Monzambano, constituent le VIIIe escadron de destroyers qui, avec le VIIe escadron de destroyers (composé d'unités de la classe Palestro) et le croiseur éclaireur Augusto Riboty, forment la IVe flottille de destroyers, appartenant à la IIe division des torpilleurs, qui fait partie de la IIeescadre navale basée à Tarente.
Entre 1928 et 1936, l'unité effectue plusieurs croisières qui l'amènent à Tripoli, Constanța, la mer Rouge, la Grèce et l'Afrique du Nord. En 1928, en particulier, le navire est basé à Tripoli, menant des activités de surveillance, puis il opère dans le Dodécanèse, d'où il atteint Constanța, et plus tard il est envoyé en Érythrée, étant employé pour la surveillance en mer Rouge. Enfin, le destroyer est déployé en Afrique du Nord, où il effectue des patrouilles côtières. En 1930, le Curtatone subit des modifications qui voient le relèvement de la cheminée avant.
En 1937, le destroyer est à nouveau stationné à La Spezia, et à la fin des années 1930, il opère pour l'Académie navale de Livourne dans une fonction de formation. Le 1er octobre 1938, le Curtatone, avec ses caractéristiques dépassées, est déclassé en torpilleur.
Entre 1939 et 1940, le navire, comme les autres unités de la classe, subit de nouvelles modifications, qui impliquent le remplacement des deux canons Armstrong 1914 de 76/30 mm par 2 (ou 4) canons Scotti-Isotta Fraschini 1939 de 20/70 mm et 2 mitrailleuses de 8/80 mm,.

### La Seconde Guerre mondiale

#### 1940
Lors de l'entrée de l'Italie dans la Seconde Guerre mondiale, le 10 juin 1940, le Curtatone appartient au XVIe escadron de torpilleurs (qu'il forme avec ses navires-jumeaux Monzambano, Castelfidardo et Calatafimi et les torpilleurs plus anciens Giacinto Carini et Giuseppe La Masa), basé à La Spezia. Pendant le conflit, le navire opère dans le sud de l'Adriatique et plus tard dans les eaux grecques, étant employé principalement pour des missions d'escorte.
Entre le 9 et le 15 juin, le Curtatone, le Carini et un troisième torpilleur, le Sirio, escortent les mouilleurs de mines Fasana, Crotone, Orlando et Gasperi qui ont l'intention de poser des champs de mines dans les eaux de l'île d'Elbe.
Au cours de l'été 1940, le Curtatone est rattaché au VIe groupe de torpilleurs, destiné à escorter les navires sur les routes vers l'Albanie. Le 21 octobre 1940, en effet, avec la reconstitution du Comando Superiore Traffico Albania (Maritrafalba, déjà actif auparavant du 5 septembre 1940 à sa première dissolution, le 12 octobre 1940, mais sans le Curtatone à sa charge), le navire est déployé à Brindisi et affecté avec d'autres unités (deux destroyers supérieurs, neuf autres torpilleurs, quatre croiseurs auxiliaires et le XIIIe escadron de MAS (Motoscafo Armato Silurante ou vedette-torpilleur), à ce commandement, pour des missions d'escorte de convois à destination et en provenance d'Albanie ainsi que de recherche et de chasse anti-sous-marine.
Le 31 octobre, à 23h30, le Curtatone quitte Durrës en compagnie du croiseur auxiliaire Capitano A. Cecchi, pour commencer sa première mission d'escorte avec le Maritrafalba: l'escorte, à Bari, des vapeurs vides Perla et Sabaudia. Le convoi arrive régulièrement dans le port des Pouilles à 16h30 le 1er novembre.
Le 6 novembre à 3 heures du matin, le navire appareille de Vlora avec le vieux torpilleur Giacomo Medici, escortant jusqu'à Bari, où ils arrivent à 19h30, le navire à moteur Donizetti et les vapeurs Piemonte, Italia et Quirinale, qui rentrent à vide en Italie. Deux jours plus tard, le 8 novembre à 23h30, le Curtatone, le Medici et un autre vieux torpilleur, le Generale Antonio Cantore, quittent Bari avec le Capitano A. Cecchi pour escorter les vapeurs Argentina, Italia et Firenze et le navire à moteur Città di Marsala, transportant 3 219 soldats et 287 tonnes de fournitures. Le convoi a atteint Durrës à 16h00 le 9 novembre.
De retour en Italie, le Curtatone quitte Brindisi le 11 novembre à 7h15, en compagnie du petit croiseur auxiliaire Lago Zuai, escortant les vapeurs cargo Tagliamento et Titania, faisant partie d'un groupe de deux convois, transportant au total 1 178 hommes, 6 véhicules, 1 145 quadrupèdes et 229 tonnes de matériel. Le convoi arrive à Vlora à 16h15.
Dans la nuit du 11 au 12 novembre 1940, le Curtatone appareille de Vlora et sauve, avec le torpilleur Solferino, 140 survivants appartenant aux équipages d'un convoi (vapeurs Antonio Locatelli, Premuda et Capo Vado, navire à moteur Catalani) détruit (Bataille du détroit d'Otrante par une formation de croiseurs britanniques dans le canal d'Otrante.
Le torpilleur quitte Vlora à sept heures le 17 novembre, en même temps que le Medici, escortant jusqu'à Bari le navire à moteur Maria et les steamers Sardegna et Tagliamento, qui reviennent vides: les navires arrivent au port à 18h30, après quoi le Sardegna et le Medici continuent jusqu'à Bari.
Le Curtatone reprend la mer de Brindisi à cinq heures le 18 novembre, pour escorter jusqu'à Durrës le vapeur Oreste, transportant 377 hommes, 334 quadrupèdes et 32,5 tonnes de fournitures. Les deux navires arrivent dans le port albanais à 21h50 le même jour, et le Curtatone repart à 13h00 le 20, escortant le navire à moteur Viminale, qui revient à vide, jusqu'à Brindisi, où il arrive à huit heures du soir.
De retour en Albanie, le navire quitte Durrës à 6h20 le 21 novembre, escortant le Viminale et le cargo Birmania, tous deux vides. Le Viminale est laissé à Brindisi, tandis que le Burma, escorté par le Curtatone, continue vers Bari, où il arrive à 17h00. Le torpilleur quitte Brindisi à six heures du matin le 24, pour escorter, avec le croiseur auxiliaire Lago Tana et le vieux torpilleur Generale Marcello Prestinari, le Viminale, les navires à moteur Città di Savona et Città di Agrigento et le vapeur Monrosa, transportant le premier groupe de la division alpine "Pusteria" (5ª Divisione alpina "Pusteria"), la cargaison des quatre navires marchands s'élève à 2 524 hommes, 917 quadrupèdes, douze véhicules, 274 tonnes de chariots et d'autres matériels, dont du fourrage, à Vlora, où le convoi est arrivé à 16h30 le même jour. Le Curtatone quitte ensuite le port albanais à six heures le lendemain, escortant les steamers vides Diana et Sant'Agata jusqu'à Bari, où ils arrivent à 23h10.
Le torpilleur quitte Bari pour Durrës le 28 novembre à 18h00, escortant les steamers Carnia, Arpione et Sant'Agata, transportant 81 hommes, 132 véhicules et 747 quadrupèdes. Le convoi atteint sa destination à 10h30 le 29 novembre. Le Curtatone part pour Bari à 17h30 le 2 décembre, escortant les vapeurs Polcevera et Sant'Agata et le navire à moteur Calitea (utilisé pour le trafic civil), arrivant à Bari à neuf heures le 3.
Le 3 décembre 1940 à 23 heures, le Curtatone et un autre vieux torpilleur, le Francesco Stocco, quittent Bari pour Durrës en escortant les vapeurs Italia et Quirinale et le navire à moteur Donizetti, qui transportent 2 902 soldats, 86 quadrupèdes et 427 tonnes de ravitaillement: le convoi arrive à destination le lendemain à 9h30.
De retour dans les Pouilles, l'unité quitte Brindisi à onze heures du soir le 5 décembre, escortant le vapeur Oreste et le pétrolier Conte di Misurata, qui seront rejoints plus tard par le vapeur Scarpanto (les trois navires transportent au total deux véhicules, 165,5 tonnes d'artillerie, de munitions et d'autres matériels), jusqu'à Vlora, où les navires arrivent à neuf heures le lendemain matin.
Le 20 décembre 1940, à huit heures, le Curtatone quitte Brindisi pour escorter les navires à vapeur Titania, Tagliamento, Silvano et Polcevera à Vlora, avec 364 hommes, trois véhicules, 1 685 quadrupèdes et 2 507 tonnes de munitions, de fourrage, de matériel pour la Regia Aeronautica et d'autres fournitures. Le convoi arrive au port à 16h00. Le torpilleur quitte Vlora à sept heures le 22 décembre, escortant les steamers vides Sant'Agata et Hermada, arrivant à Brindisi à 20h20 le même jour.

#### 1941
Le 16 janvier 1941 à midi, le Curtatone appareille de Durrës en escortant les vapeurs déchargés Aventino, Laura et Sant'Agata, et arrive à Bari à 8h30 le lendemain. Le 17 janvier à minuit, le torpilleur part avec le croiseur auxiliaire Brioni, escortant le vapeur Quirinale et les navires à moteur Città di Savona et Puccini, chargés de 2 788 soldats et de 452 tonnes de matériel, vers Durrës, où ils arrivent à 14h30 le 18 janvier. Le 20 janvier, le navire escorte les trois mêmes navires marchands de Durrës à Bari, qui reviennent déchargés.
Le 24 février, le Curtatone, avec le Capitano A. Cecchi, escorte de Bari à Durrës les navires Tripoli City, Italia et Puccini, avec 2 450 hommes et 371 tonnes de matériel. À 1h30 du même jour, le torpilleur quitte Durrës en escortant les steamers Laura et Giacomo C. et le navire à moteur Riv, qui retournent à vide à Bari, où ils arrivent à 18h40.
Le 1er mars 1941, le Curtatone et le Capitano A. Cecchi escortent de Bari à Durrës le navire à moteur Verdi et les vapeurs Milano, Aventino et Rosandra, transportant 2 848 soldats, 131 quadrupèdes et 417 tonnes de matériel. Le lendemain, à 18h30, le Curtatone quitte seul Durrës en escortant les steamers Tripolino, Scarpanto et A. Capano, pour arriver à Bari, arrivant à Bari à 10h15 le 3 mars.
Le torpilleur quitte ensuite Bari à 00h45 le 4 mars, toujours avec le Capitano A. Cecchi, pour escorter jusqu'à Durrës, où ils arrivent à 15h15 du même jour, les navires à moteur Città di Bastia, Maria et Donizetti et le vapeur Casaregis, transportant 1 462 hommes, 286 véhicules et 546 tonnes de fournitures. Le Curtatone appareille alors de Durrës le 5 mars à 22 heures, escortant le Donizetti, avec 140 blessés à bord à destination de l'Italie, et le Casaregis, qui est vide, et arrive à Bari le lendemain à midi.
Le 8 mars, à 4 heures du matin, le Curtatone et le Capitano A. Cecchi' quittent Bari en escortant le Donizetti et le Città di Bastia, avec 1 590 hommes et 282 tonnes de matériel, et arrivent à Durrës à 17h40. Deux jours plus tard, le 10 mars à 2h20, le torpilleur quitte le port albanais pour escorter les steamers civils Carmela, Enrico, Bucintoro et Nuraghe jusqu'à Bari, où il arrive à 21h15.
Le 12 mars, à huit heures du matin, l'unité quitte Bari en escortant le vapeur Miseno, chargé de 400 tonnes de fournitures, qui arrive à Brindisi à 15 heures. Le lendemain, à six heures du matin, le Curtatone quitte Brindisi avec le Miseno, qui est rejoint par les vapeurs Scarpanto et Hermada et le petit pétrolier Abruzzi. Le convoi atteint Durrës après douze heures de navigation, à 18h00. Le 15 mars, le torpilleur appareille de Durrës à 5h40, escorte les steamers Sant'Agata et Sagitta et le navire à moteur Puccini, et retourne, déchargé, à Bari, où il arrive à dix heures du soir.
Le 18 à 23 heures, le Curtatone, avec le Capitano A. Cecchi, quitte Bari pour Durrës en escortant les navires à moteur Città di Savona et Città di Alessandria et les vapeurs Milano et Tagliamento, qui avaient à bord un total de 2 615 soldats, 624 quadrupèdes et 387 tonnes de provisions. Le convoi atteint sa destination à 16h15 le 19 mars. Le 20 mars, à 13 heures, le torpilleur quitte le port albanais, escortant les Città di Alessandria, Città di Savona et Milano vides jusqu'à Bari, où il arrive le 21 mars à cinq heures.
Le même 21 mars, à 23h00, le Curtatone quitte à nouveau Bari avec le Brioni, escortant les vapeurs Italia, Quirinale, Rosandra et Maria, chargés d'un total de 2 263 soldats, 172 véhicules et 1 749 tonnes de fournitures, qui arrivent à Durrës à 14h30 le lendemain. Le torpilleur quitte ensuite Durrës à 17h20 le 23 mars, pour escorter le Italia (transportant 144 blessés légers), le Aventino et le Quirinale (déchargé) vers Bari, où ils arrivent à 20h.
A 19h00 le 24 mars, l'unité quitte Bari pour escorter le vapeur Triton Maris et le pétrolier Abruzzi, transportant 600 tonnes de fourrage et 700 tonnes de carburant. Le convoi atteint Durrës à 14h30 le 25. Le Curtatone appareille alors de Durrës à six heures du matin le 26, escortant les steamers vides Hermada, Rinucci, Luciano, Giglio et Miseno. Le convoi fait escale à Brindisi, où le Luciano est laissé, et arrive à Bari à quatre heures du matin le 27.

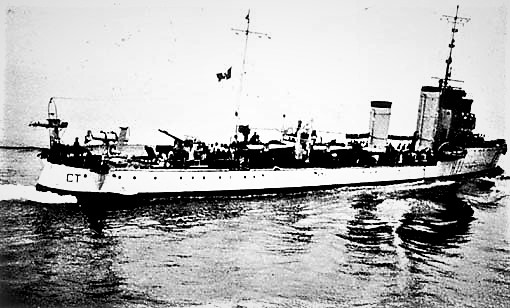
Une autre photo du torpilleur en 1940.

Le 27 mars, à sept heures du soir, le Curtatone quitte Bari pour escorter jusqu'à Durrës les vapeurs Sant'Agata et Tergestea et le navire à moteur Narenta, transportant 299 hommes, 609 animaux à quatre pattes, 150 véhicules et 710 tonnes de fournitures. Le convoi arrive à Durrës à onze heures le 28 mars. Le navire quitte Durrës à 7h15 le 29, escortant le vapeur Sant'Agata et les navires à moteur Città di Trapani, Città di Savona et Donizetti, qui reviennent déchargés à Bari, où ils arrivent à 20h30.
Le 1er avril, cinq minutes après minuit, le torpilleur appareille de Bari en escortant les navires Italia, Città di Marsala et Città di Trapani, avec le premier détachement de la division d'infanterie "Messine" (18ª Divisione fanteria "Messina"), à destination du Monténégro: 2 448 hommes et 231 tonnes de matériel. Les navires arrivent à Durrës à 14h45 le même jour, et le Curtatone part à 23h00 pour escorter les vapeurs déchargés Albachiara, Caldea, Monstella et Casaregis, avec lesquels il arrive à Bari à 12h30 le 2 avril.
Le 4 avril, à minuit, le Curtatone et le Capitano A. Cecchi quittent Bari pour Durrës, où ils arrivent après douze heures de navigation, escortant le Aventino, le Milano et le Quirinale, chargés de 3 439 hommes, 39 quadrupèdes et 274 tonnes de fournitures. Le 5 avril, à 5h20, le navire quitte Durrës en escortant les steamers vides Minerva, Giacomo C., Acilia et A. Capano à Bari, où ils arrivent le 6 à 3h30 du matin.
Le même 6 avril, à 21h30, le torpilleur quitta Bari pour Durrës, où il arrive le 7 à 16h30, escortant les steamers Rimini, Gala et Carlotta, avec une cargaison de 1 228 tonnes de carburant, 780 d'essence et 220 de provisions. Le 8 avril à 9 heures, le Curtatone quitte Durrës en escortant le navire à moteur Donizetti (avec 100 prisonniers à bord) et les vapeurs Città di Tripoli (avec 150 soldats italiens de retour) et Maria (vide), et arrive à Bari à 22h30.
Le 10 avril, le Curtatone et le Brioni quittent Brindisi à 3h10 du matin en escortant les vapeurs Argentina et Galilea, avec 1 954 hommes et 69 tonnes de fournitures, et arrivent à Vlora à 10h15. De retour en Italie, le torpilleur quitte à nouveau Bari le 21 avril à 20 heures, escortant les steamers F. Brunner, Costante C. et Albaro, chargés d'un total de 1 015 tonnes de munitions et de 519 tonnes d'autres matériels, et arrive à Durrës le lendemain à 14h30.Le 27 avril à 16 heures, le Curtatone quitte Durrës en escortant les vapeurs déchargés Pontinia, A. Capano, Carlotta et Miseno, avec lesquels il arrive à Bari à dix heures le lendemain.
Le 5 mai 1941, le navire, qui fait partie du XVIe escadron de torpilleurs avec ses navires-jumeaux Monzambano, Castelfidardo et Calatafimi, est placé sous le commandement du nouveau groupe naval de la mer Égée du Nord (Marisudest), basé à Athènes et opérant dans la mer Égée en coopération avec la Kriegsmarine. Dix jours plus tard, le Curtatone et le Monzambano escortent d'Augusta à Patras les vapeurs allemands Castellon, Maritza, Santa Fè, Alicante et Procida, avec du personnel et du matériel de la Wehrmacht.
Le 20 mai 1941, à une heure de l'après-midi, le Curtatone, commandé par le capitaine de corvette (capitano di corvetta) Serafino Tassara, quitte le Pirée pour remplacer le torpilleur Sirio, victime d'une panne, en escortant un convoi de caïques chargés de troupes allemandes à destination de Máleme, dans l'île de Crète (occupée par les forces allemandes), mais peu après son départ, à 13h51, le navire, probablement en raison d'une erreur de cap qui l'a fait dévier (mais pas de beaucoup) de la route sûre, heurte une mine grecque dans le golfe d'Athènes, près de l'île de Phleva, et explose,.
Le torpilleur Sagittario, qui vient de quitter le Pirée, se trouve à quelques milles nautiques du Curtatone lorsque la mine explose, il s'est donc immédiatement dirigé vers le lieu du naufrage, s'arrêtant toutefois à un mille nautique (1,8 km) de distance (pour éviter de sauter sur les mines) et lançant ses propres radeaux pour secourir les survivants. À 15h05, alors que le Sagittario, en collaboration avec quelques navires équipés par des artilleurs allemands des batteries côtières voisines, a déjà recueilli 22 hommes, dont de nombreux blessés, le mouilleur de mines Rovigno et un remorqueur arrivent, et le torpilleur, devant se diriger rapidement vers Milos, embarque les naufragés sur le Rovigno, l'envoyant au Pirée, et confie au remorqueur l'achèvement des opérations de sauvetage. À 15h40, quelques MAS arrivent et le commandant du Sagittario, le capitaine de frégate (capitano di fregata) Giuseppe Cigala Fulgosi, leur ordonne de fouiller la zone à la recherche d'éventuelles autres naufragés(le torpilleur repart vingt minutes plus tard).
94 hommes disparaissent avec le Curtatone, dont le commandant Taccara,, tandis que seuls 34 peuvent être sauvés,,.

## Sources
- (it) Cet article est partiellement ou en totalité issu de l’article de Wikipédia en italien intitulé « Curtatone (cacciatorpediniere) » (voir la liste des auteurs).